# Nicotera
Nicotera község (comune) Olaszország Calabria régiójában, Vibo Valentia megyében.

## Fekvése
A megye nyugati részén fekszik, a Tirrén-tenger partján. Határai: Candidoni, Joppolo, Limbadi, Rosarno és Spilinga.

## Története
A település az ókori Medmi (görögül: Μέδμη) helyén alakult ki, amely a rómaiak fennhatósága idején Calabria egyik legfontosabb városa volt. 1065-ben Robert Guiscard csapatai meghódították és ezzel a normann Szicíliai Királyság részévé vált.  Ebben az időszakban épült fel vára és katedrálisa. A középkorban nemesi  családok birtoka volt. A 19. század elején vált önálló községgé, amikor a Nápolyi Királyságban felszámolták a feudalizmust.

## Népessége
A népesség számának alakulása:

## Főbb látnivalói
- a 11-12. században épült Duomo (katedrális)
- a normannok által épített Castello (vár) romjai